# Ząbki
Ząbki este un oraș în Polonia.